# Bugatti EB 18/4 Veyron
Ne doit pas être confondu avec Bugatti Veyron 16.4.
La Bugatti EB 18/4 Veyron est une étude de style dévoilée en 1999 au salon de Tokyo qui préfigurait trait pour trait la supercar Bugatti Veyron 16.4.
L'orientation clairement sportive du nouveau modèle de la firme Bugatti, propriété du groupe Volkswagen, fut confirmée par la présentation lors de l'édition 2000 du Salon de Genève d'un quatrième prototype après les études EB 118, EB 218 et EB 18/3 Chiron : la Bugatti EB 18/4 Veyron. Le patronyme rendait de nouveau hommage à l'un des pilotes qui contribua à forger la réputation de la marque avant-guerre, Pierre Veyron, vainqueur des 24 Heures du Mans 1939.
Ce concept-car reprenait les grandes lignes stylistiques de la Bugatti EB18/3 Chiron (vaste pare-brise très incliné, capot plongeant orné de la traditionnelle calandre en fer à cheval, fine nervure centrale courant tout le long de la carrosserie et ailes arrière proéminentes) et préfigurait les lignes définitives du futur modèle de série.
En dépit des similitudes avec la EB18/3 Chiron, cette nouvelle création marqua à sa manière un nouveau tournant puisque son dessin était issu du bureau de style du groupe Volkswagen alors dirigé par Hartmut Warkuss, et non plus des ateliers du grand nom de la carrosserie automobile, ItalDesign. La 18.4 Veyron se démarquait également par sa livrée bicolore qui cherchait à rappeler les modèles Bugatti des années 1930. En revanche, la mécanique n'apportait pas de nouveauté par rapport aux précédents concept-cars de la marque, l'EB 18/4 reprenant le moteur 18 cylindres en W de 555 chevaux équipant les EB 118, EB 218 et EB 18/3 Chiron.
La dernière phase de maturation de la Veyron eut lieu quelques mois plus tard, au Mondial de l'automobile de Paris d'octobre 2000, avec la présentation d'une évolution du prototype précédent, baptisée EB 16/4 Veyron. Celle-ci, contrairement à sa devancière, n'apportait aucune évolution stylistique mais un net changement au niveau mécanique. Ainsi, le moteur à 18 cylindres en W qui avait jusqu'alors équipé toutes les études de Bugatti fut abandonné en raison de son encombrement trop important, de sa puissance limitée et du coût trop élevé de sa mise au point, au profit d'un moteur W16 constitué de deux blocs de type VR8, architecture bien connue et maîtrisée au sein du groupe VAG.

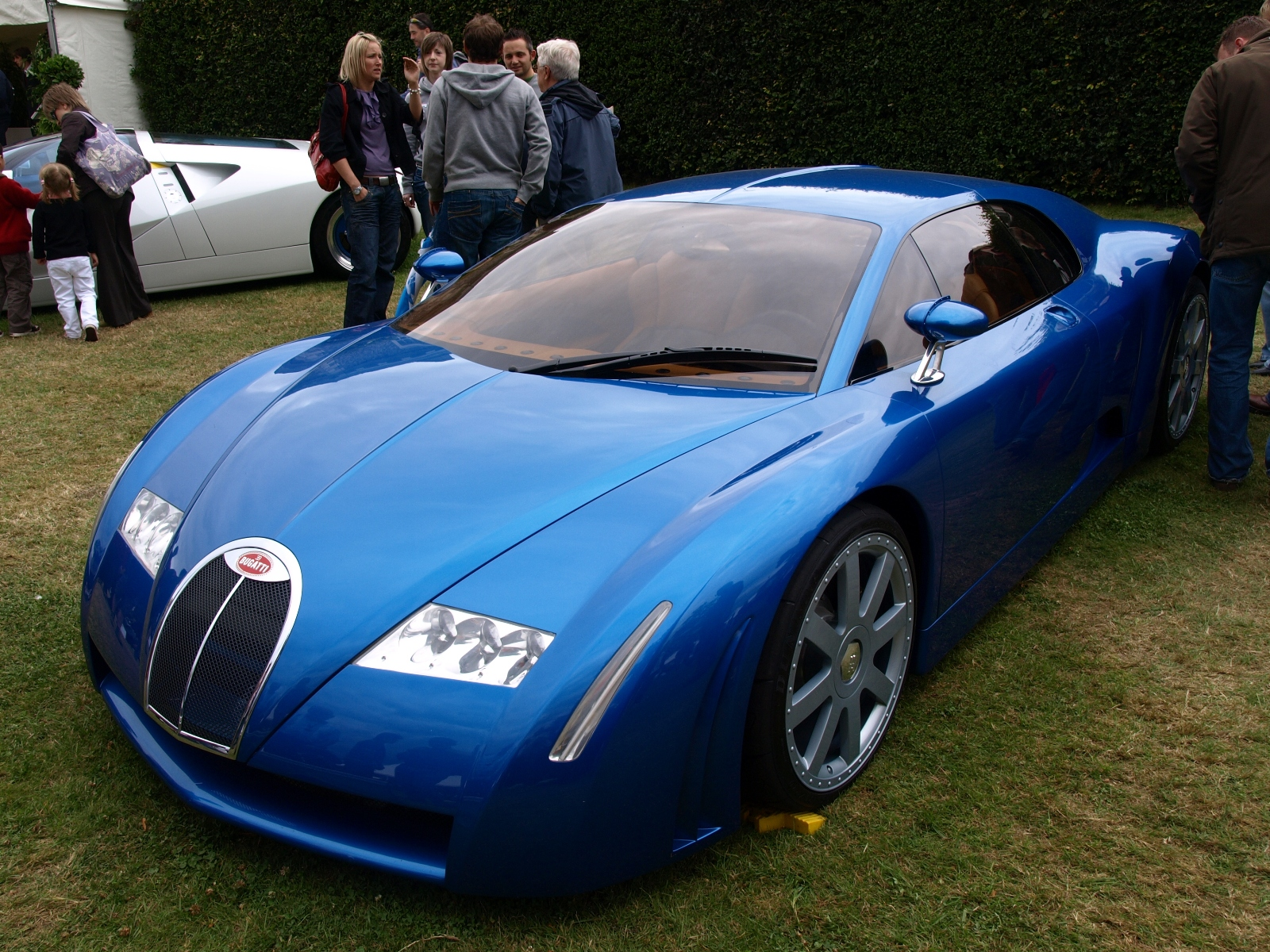
Bugatti EB 18/3 Chiron.